# Hanuš
Hanuš je mužské jméno, pocházející z německého Hannes, což je zkrácenina od Johannes, čili Jan (hebrejsky יוחנן (jóchanán), Bůh je milostivý.)

## Statistické údaje
Následující tabulka uvádí četnost jména v ČR a pořadí mezi mužskými jmény ve srovnání dvou roků, pro které jsou dostupné údaje MV ČR – lze z ní tedy vysledovat trend v užívání tohoto jména:
| Rok       | Četnost   | Pořadí   |
| 1999      | 436       | 219.     |
| 2002      | 426       | 222.     |
| Porovnání | o 10 méně | o 3 hůře |
| 2006      | 402       | 267.     |

Změna procentního zastoupení tohoto jména mezi žijícími muži v ČR (tj. procentní změna se započítáním celkového úbytku mužů v ČR za sledované tři roky 1999-2002) je -1,6%.

## Hanuš v jiných jazycích
- Slovensky: Hanuš
- Německy: Johannes nebo Johann
- Nizozemsky: Johan nebo Johanes nebo Jansen
- Norsky: Johan
- Italsky: Giovanni
- Francouzsky: Jean
- Španělsky: Juan
- Anglicky: John nebo Jack

## Domácí podoby
- Háňa[zdroj?]

- Hanušák[zdroj?]

- Hanušík[zdroj?]

## Známí nositelé jména
- Hanuš Lamr, šperkař
- Hanuš Bonn, český básník
- Hanuš Fantl, český básník
- Hanuš Schweiger, český malíř
- Mistr Hanuš, dle legendy autor pražského orloje
- Hanuš z Milheimu, ve 14. stol. jeden ze zakladatelů Betlémské kaple v Praze
- Hanuš Hanslík, český novinář

## Hanuš jako příjmení
- viz článek Hanuš (příjmení)

## Odvozené názvy
- Hanušovice, obec v okrese Šumperk